# Si douce à mon souvenir
Si douce à mon souvenir est le onzième album studio de Claude François, il est sorti en décembre 1970.

## Histoire de l'album
En 1970, Claude François, alors père de deux enfants, réalise un album pour enfants, Le dragon magique / Le monde extraordinaire de Claude François. Mais il n'oublie pas totalement son public principal et enregistre aussi l'album intitulé C'est de l'eau, c'est du vent / Si douce à mon souvenir. Si douce à mon souvenir est le titre numéro 1. C'est une adaptation d'un titre country de John Hartford, Gentle on My Mind, qui a remporté quatre Grammy Awards en 1968. Les paroles en français sont de Claude François et de Colette Rivat, et restent relativement fidèles au texte initial. Le rythme est un peu accéléré et l'arrangement du morceau français incorpore des cuivres,.
Cet album comprend d'autres adaptations de succès américains, comme Fleur sauvage, adaptation d'un morceau de Cat Stevens, Wild world. En sens inverse, le titre Parce que je t'aime, mon enfant a été adapté en anglais et chanté notamment par Elvis Presley sous le titre My Boy,,, ce qui représente la deuxième chanson de Claude François adaptée en anglais, après Comme d'habitude en 1967, adaptée par Paul Anka en My Way pour Frank Sinatra.
Le titre Olivier, sur le thème de l'adoption, est inspiré d'un morceau, sur un thème différent, de Hugues Aufray, Céline, un titre qui avait justement été proposé à la base à Claude François, qui l'avait refusé sur conseil de Paul Lederman, son manager.

## Liste des titres
| 1. | Si douce à mon souvenir       | Claude François, Colette Rivat et John Hartford              | 3:13 |
| 2. | Olivier                       | Vline Buggy et Jacques Revaux                                | 3:10 |
| 3. | Le Musée de ma vie            | Pierre Delanoe et Alice Dona                                 | 3:30 |
| 4. | C'est de l'eau, c'est du vent | Pierre Delanoe et Alice Dona                                 | 2:32 |
| 5. | Vous et moi                   | Michel Luneau, Claude François et Jean Pierre Bourtayre      | 2:37 |
| 6. | Vivre de soleil               | Claude François, Vline Buggy, Alain Chamfort et Michel Pelay | 2:16 |

| 1. | Fleur sauvage                           | Eddy Marnay et Cat Stevens                                     | 3:33 |
| 2. | Parce que je t'aime, mon enfant         | Yves Dessca, Claude François et Jean Pierre Bourtayre          | 3:04 |
| 3. | Le monde est grand, les gens sont beaux | Eddy Marnay et Jimmy Cliff                                     | 2:46 |
| 4. | Jamais un amour                         | Yves Dessca et Tony Macaulay                                   | 2:37 |
| 5. | Je danse                                | Jean-Loup Dabadie, Paul Marie de Senneville, Olivier Toussaint | 3:22 |
| 6. | Ne pars pas                             | Cecile Caulier et Saint Preux                                  | 2:57 |